# Ortigueira
Ortigueira este un oraș în Paraná (PR), Brazilia.